# Cote 108
La cote 108 est une colline située sur le territoire de la commune de Berry-au-Bac, en France, dans le département de l'Aisne. Elle fut le théâtre d'une des batailles du Chemin des Dames.

## Localisation
La cote 108 est située à la limite des départements de la Marne et de l'Aisne. Cette butte sépare la vallée de l'Aisne de la vallée de la Loivre (49° 23′ 39″ N, 3° 55′ 23″ E)

## Géographie

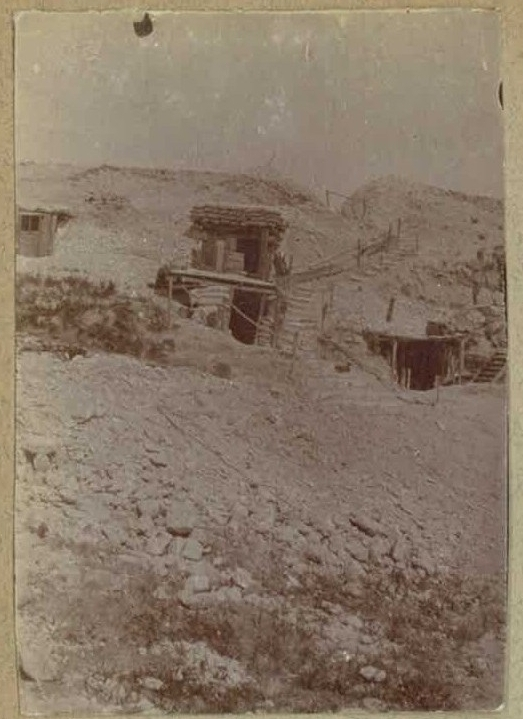
Photographie par Henri Regnault.

La cote 108 est une colline qui sépare la vallée de l'Aisne et le dernier méandre de la Loivre avant sa confluence avec l'Aisne. L'intérêt stratégique de cette position est renforcé par la présence de deux canaux, le canal latéral à l'Aisne et le canal de l'Aisne à la Marne. L'armée qui occupe la cote 108 contrôle donc deux rivières (non-navigables), mais surtout deux canaux (navigables), et domine la commune de Berry-au-Bac, point de passage entre les deux rives de l'Aisne.

## Historique

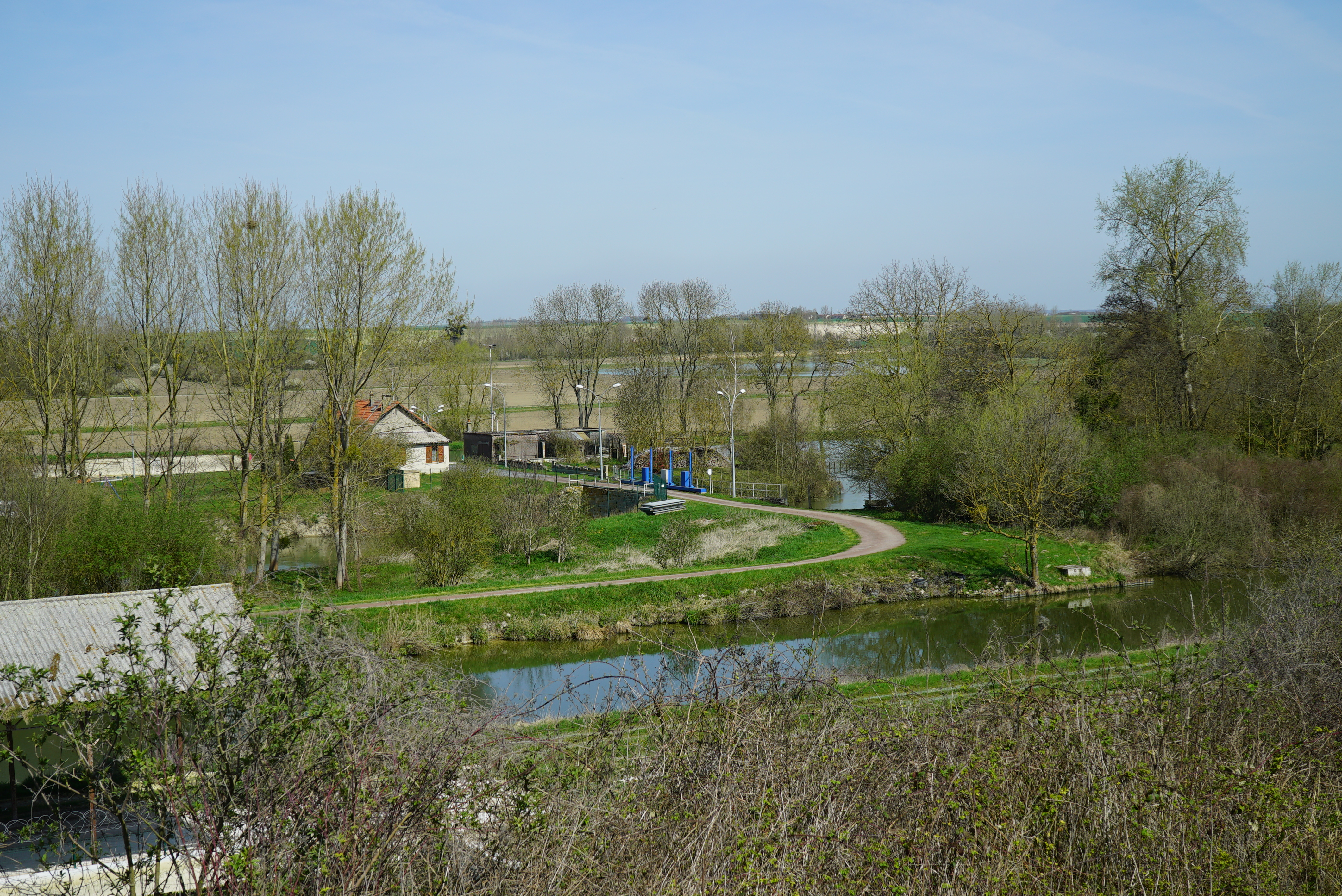
Vue vers le nord-est depuis la cote 108.

### Un champ de bataille de la Grande Guerre

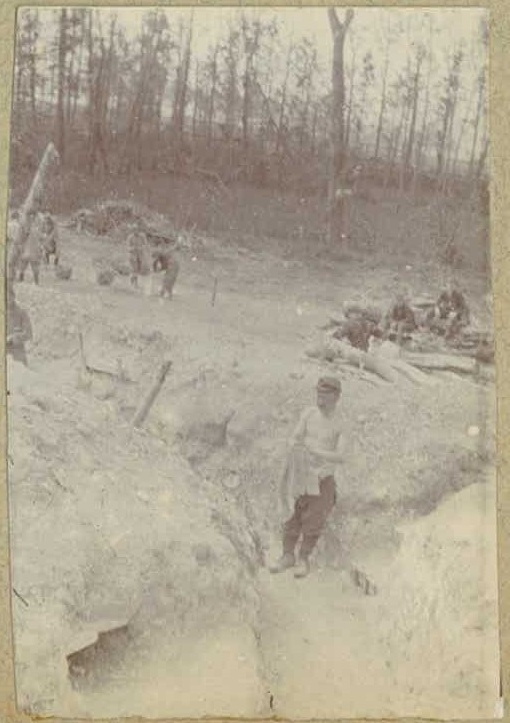
En 1915, le 84e régiment d'infanterie.

La cote 108 a été, à partir de septembre 1914, une ligne de front entre les armées française et allemande. Elle constitue l'extrémité est du Chemin des Dames. 
En novembre 1914, les Français commencèrent à creuser des galeries sous les tranchées allemandes. Ces travaux étaient effectués par les compagnies du génie et avaient pour but d'écouter dans un premier temps les activités de l'ennemi.
Au printemps 1915, plusieurs mines furent disposées pour faire sauter les tranchées allemandes en créant de gigantesques entonnoirs. De juin 1915 à février 1916, les explosions furent de plus en plus nombreuses (plus de 25 entonnoirs). Les sapeurs français - souvent des mineurs du Nord et du Pas-de-Calais - utilisèrent plus de 200 tonnes d'explosif et creusèrent près de 8 km de galeries. Ils furent imités par les Allemands.
La cote 108  fut le théâtre de violents combats en particulier lors des combats de la bataille du Chemin des Dames et d'une intense guerre de sapes qui a laissé des cratères encore visibles.

### Après la Grande Guerre

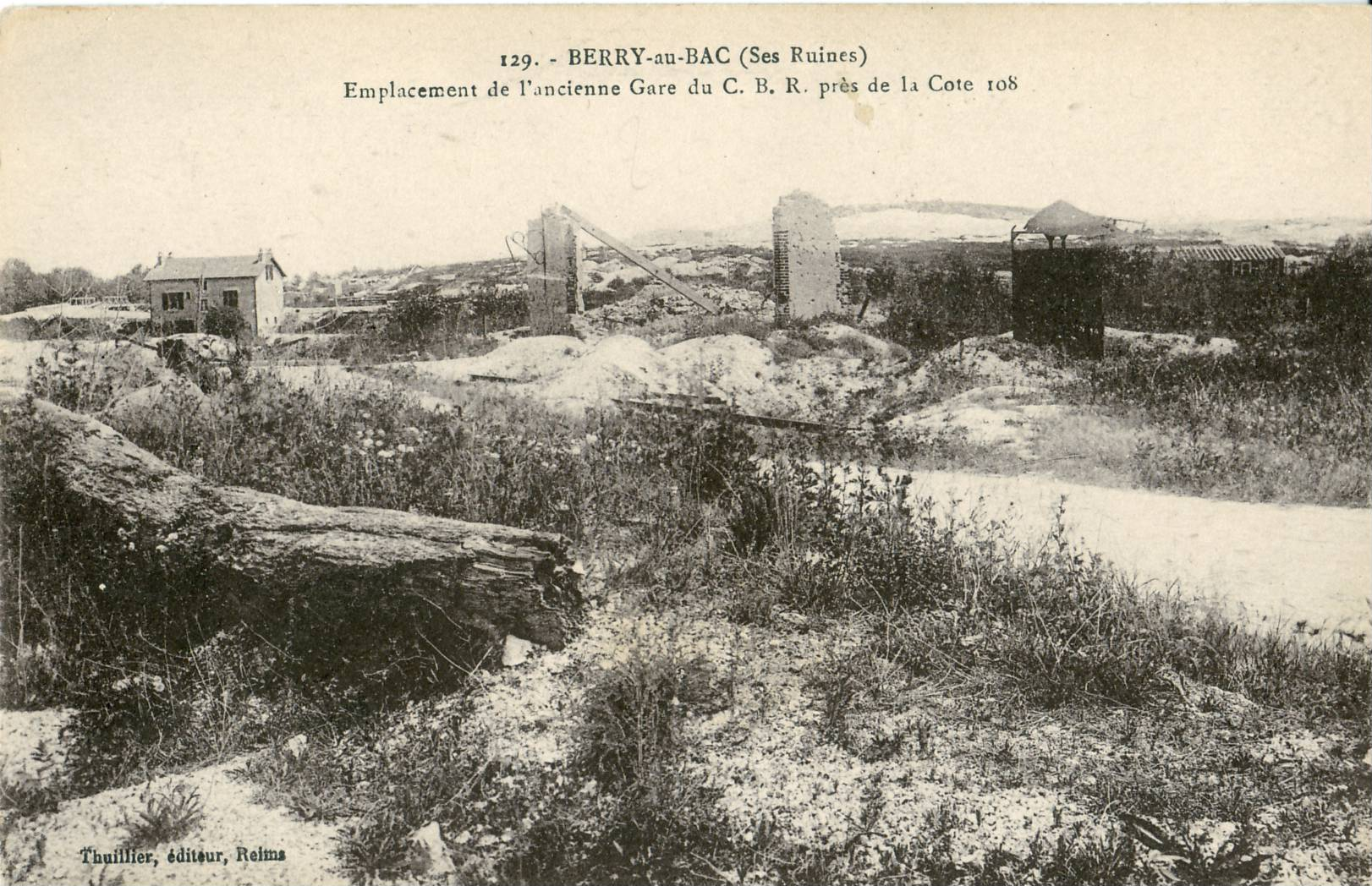
La gare C.B.R et la cote après les bombardements.

Le site fut classé au titre des monuments historiques en 1937. Quatre entonnoirs de mine, témoignent de la violence de la "guerre de sape". Quelques vestiges des tranchées subsistent également. Cependant, cette zone d’affrontement, en tant que propriété privée, est restée, jusqu'ici, fermée au public.
Le centenaire de la Première Guerre mondiale, a suscité élaboration d'un projet franco-allemand pour la mise en valeur de ce site historique. Une association locale Correspondance cote 108 a été créée en 2013 dans ce but. Une équipe franco-allemande de jeunes chercheurs universitaires a été chargé d'effectuer le travail de recherche archivistique.

## La cote 108, lieu de mémoire de la Grande Guerre
En souvenir des combats, un mémorial a été érigé dans le dernier méandre de la Loivre, sous la cote 108. Un autre monument dédié aux sapeurs de la compagnie 19/3, du 2e régiment du génie, morts à la cote 108 en 1916 et 1917, a été érigé dans la nécropole nationale de Berry-au-Bac.
Les terrains autour de la cote 108, avec leurs vestiges de la Grande Guerre, dont des tranchées et des entonnoirs de mines, sont classés au titre des monuments historiques depuis 1937.

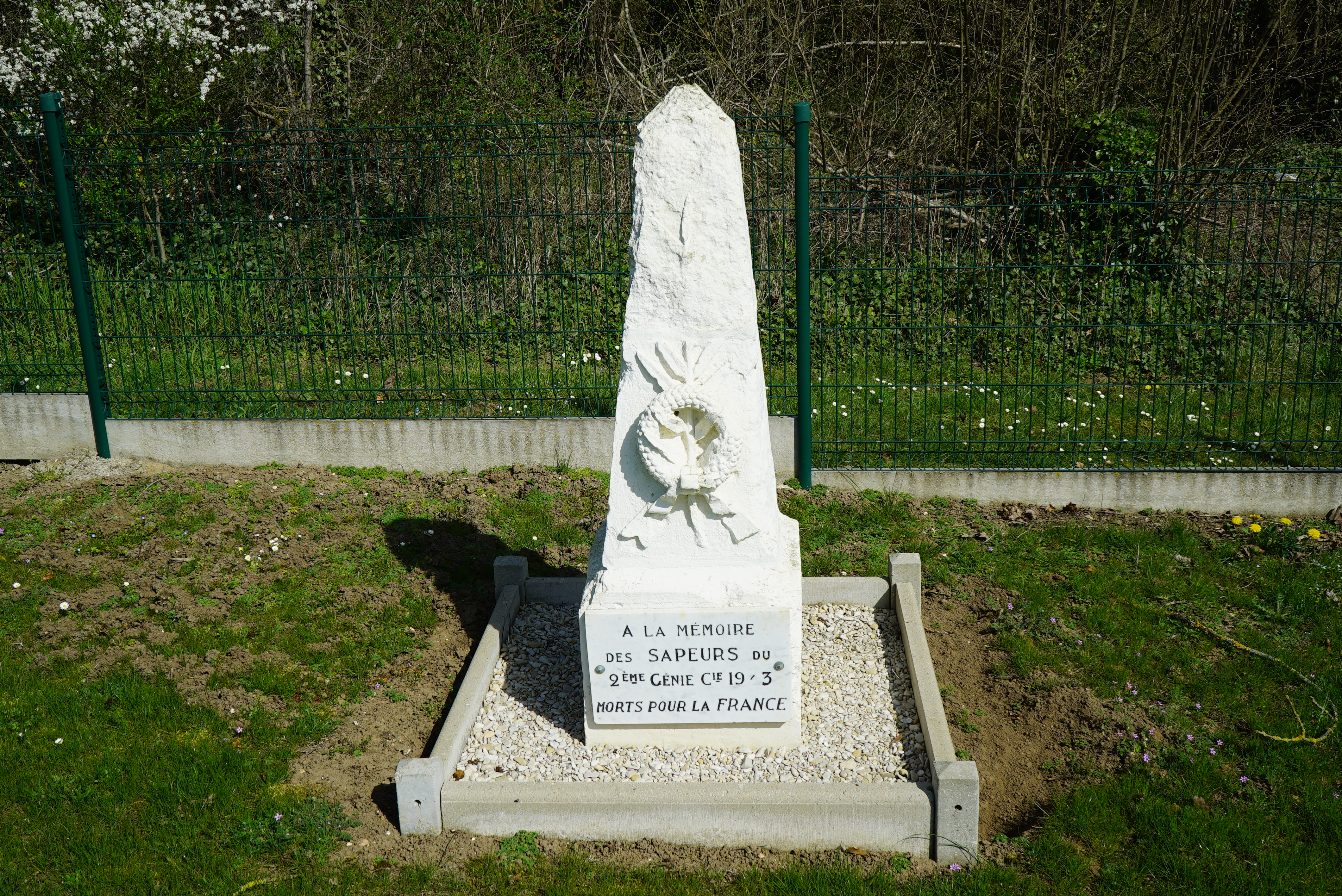
Mémorial aux sapeurs, nécropole nationale.
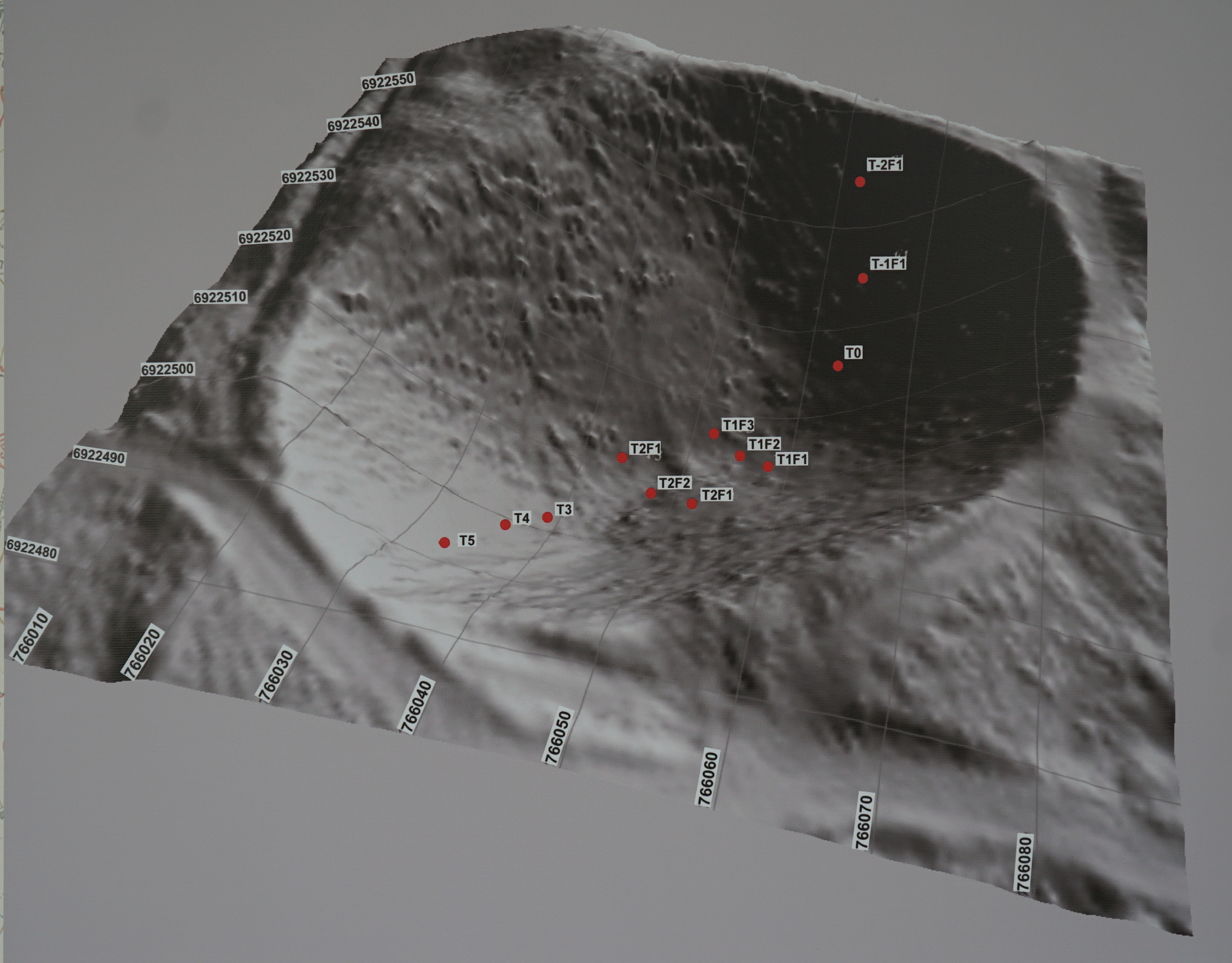
Cratère de 60 m relevé par le laboratoire GEGENAA...
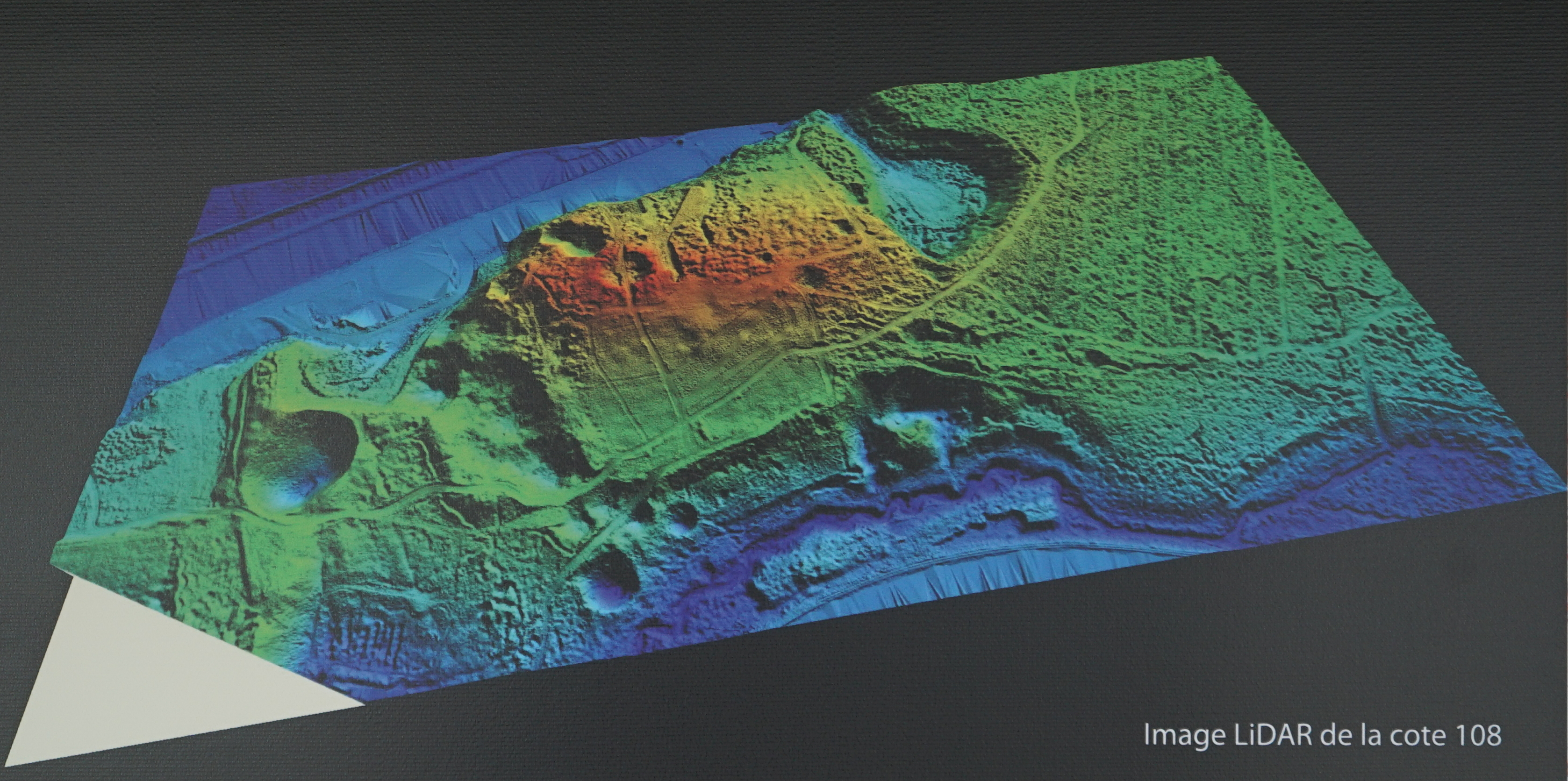
de l'U.R.C.A., méthode LiDAR.

Depuis août 2014, des visites guidées sont organisées en partenariat avec la caverne du Dragon (musée du Chemin des Dames), sur le site de la cote 108 où reposent toujours des corps de soldats français et allemands.